# Columbia Helicopters
Columbia Helicopters är en tillverkare och operatör av flygplan och helikoptrar, baserat i Aurora, Oregon, USA. Företaget har bland annat blivit kända för att använda sig av helikoptrar med tandemrotorer, då uteslutande Boeing Vertol 107 och Boeing 234. Vilka används till bland annat Heli-loggning, oljeprospektering, brandbekämpning, konstruktion etc.

## Svenska Boeing Vertol 107
Columbia Helicopters har i två omgångar köpt Boeing Vertol 107 av svenska försvarsmakten:
- 1991 köptes 4 stycken Helikopter 4A
- 2012 köptes 6 stycken Helikopter 4B samt 4 Helikopter HKP 4C

Columbia Helicopters planerade att använda dem i första hand till civil verksamhet i USA och Kanada, däribland brandbekämpning.